# Chironomus trimaculatus
Chironomus trimaculatus är en tvåvingeart som beskrevs av Macquart 1838. Chironomus trimaculatus ingår i släktet Chironomus och familjen fjädermyggor. Inga underarter finns listade i Catalogue of Life.